# Hamish Peacock
Pour les articles homonymes, voir Peacock.
Hamish Peacock (né le 15 octobre 1990 à Hobart) est un athlète australien, spécialiste du lancer de javelot. Sa meilleure performance consiste en une médaille de bronze aux Jeux du Commonwealth, à Glasgow, avec un lancer de 81,75 m.

## Biographie
Il porte son record personnel à 82,24 m le 28 juin 2014 à Sollentuna, en Suède.
En 2014, il remporte la médaille de bronze du lancer du javelot lors des Jeux du Commonwealth de Glasgow en Écosse, avec un lancer à 81,75 m. 
En mai 2016, il porte son record personnel dans sa ville natale à 84,39 m, ce qui lui donne le minima pour les Jeux olympiques de Rio.

## Palmarès
| Date | Compétition                   | Lieu       | Résultat | Marque  |
| ---- | ----------------------------- | ---------- | -------- | ------- |
| 2007 | Championnats du monde cadets  | Ostrava    | 2e       | 76,31 m |
| 2008 | Championnats du monde juniors | Bydgoszcz  | 5e       | 74,44 m |
| 2014 | Jeux du Commonwealth          | Glasgow    | 3e       | 81,75 m |
| 2018 | Jeux du Commonwealth          | Gold Coast | 2e       | 82,59 m |
| 2019 | Championnats d'Océanie        | Townsville | 4e       | 70,69 m |

Au niveau national, il se classe deuxième aux championnats d'Australie en 2012, 2013 et 2014, après avoir été dixième en 2008 sixième en 2010, cinquième en 2011.